# Santana do Livramento
Santana do Livramento ist eine Stadt mit etwa 77.763 Einwohnern (Stand: 2018) im Bundesstaat Rio Grande do Sul im Süden Brasiliens. Sie liegt etwa 490 km westlich von Porto Alegre. Benachbart sind die Orte Dom Pedrito, Quaraí, Rosário do Sul und die Schwesterstadt Rivera in Uruguay. In Santana wird wie im benachbarten Rivera die spanisch-portugiesische Mischsprache Portuñol gesprochen.

## Söhne und Töchter der Stadt
- Doca (1903–1988), Fußball- und Basketballspieler
- Marília Chaves Peixoto (1921–1961), Mathematikerin, Ingenieurin und Hochschullehrerin
- Jádson Viera (* 1981), Fußballspieler
- Caué Fernández (* 1988), Fußballspieler

## Weblinks

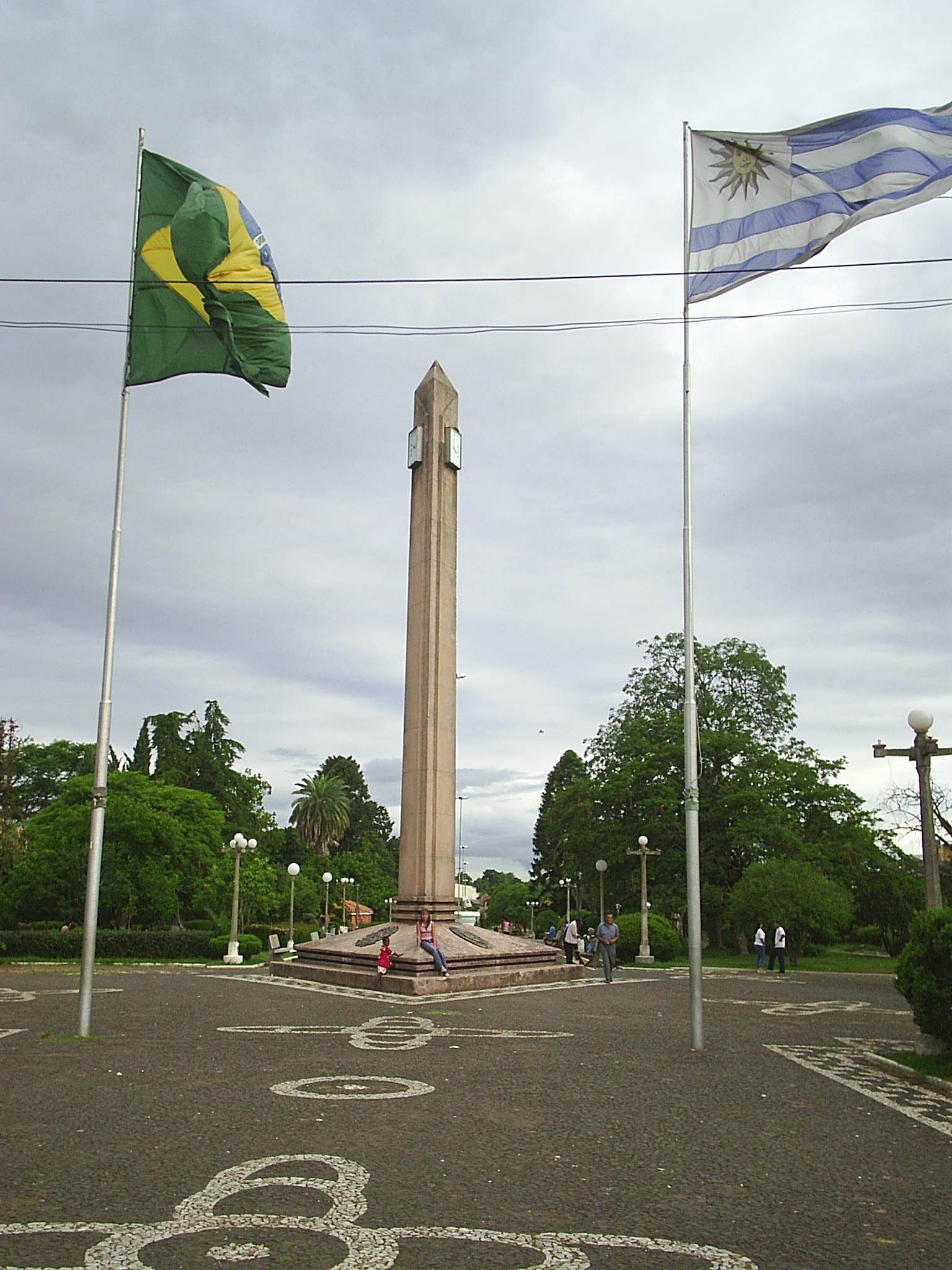
Obelisk im Parque Internacional auf der Grenze zu Uruguay